# Nocicettore
I nocicettori o noxicettori (dal latino noxa = danno) sono terminazioni di neuroni sensoriali, amieliniche, che segnalano un reale o potenziale danno tissutale attraverso sensazioni dolorose (nocicezione). Sono presenti praticamente in tutto il regno animale ad eccezione dei placozoi (che sembra abbiano perso in seguito il proprio sistema nervoso) e a livello corporeo in molti tessuti del corpo, ma non in tutti (ad esempio nel cervello sono assenti). Sono recettori polimodali, cioè rispondono a stimoli di diversa natura: termica, meccanica, chimica ad alta soglia (stimoli intensi). I tipi di Nocicettori sono: cutanei (meccanocettori e polimodali), muscolari, articolari e viscerali.

## Storia
I nocicettori furono scoperti da Charles Scott Sherrington nel 1906. Nei secoli precedenti, gli scienziati credevano che gli animali fossero come dispositivi meccanici che trasformavano l'energia degli stimoli sensoriali in risposte motorie. Sherrington ha usato molti esperimenti diversi per dimostrare che diversi tipi di stimolazione al campo recettivo di una fibra nervosa afferente hanno portato a risposte diverse. Alcuni stimoli intensi innescano il ritiro riflesso, alcune risposte autonomiche e il dolore. I recettori specifici per questi stimoli intensi erano chiamati nocicettori.

## Classificazione dei nocicettori
Le diverse modalità di stimolo (termico, chimico e meccanico) sono state utilizzate per classificare i nocicettori (sia per le afferenze somatiche che per quelle viscerali).
Un'ulteriore distinzione tra gruppi di nocicettori può essere fatta in base al diametro e alla velocità di conduzione dei loro assoni, nonché le dimensioni dei loro corpi cellulari.
Infatti, possono essere definite 2 categorie in base alle caratteristiche degli assoni:  Aδ (diametro medio tra i 2 e i 5 micron, mielina sottile, con la conduzione veloce di 5-30 m / s - Fibre tipo III di Lloyd) e C (piccolo diametro 0,3-3 micron, amieliniche, con conduzione lenta a 0,5 - 2 m / s - Fibre tipo IV di Lloyd). Aδ e fibre C trasportano segnali nocicettivi e termodolorifici, le  Aδ hanno velocità di conduzione elevata per i dolori acuti, generalmente con sensazione pungente; le C veicolano un secondo dolore, più prolungato e generalmente urente.

## Localizzazione
Nei mammiferi, i nocicettori si trovano in qualsiasi area del corpo in grado di percepire stimoli nocivi. I nocicettori esterni si trovano in tessuti come la pelle (nocicettori cutanei), le cornee e la mucosa. I nocicettori interni si trovano in una varietà di organi, come i muscoli, le articolazioni, la vescica, l'intestino e il tratto digestivo. I corpi cellulari di questi neuroni si trovano nei gangli della radice dorsale o nei gangli del trigemino. I gangli del trigemino sono nervi specializzati per il viso, mentre i gangli della radice dorsale sono associati al resto del corpo. Gli assoni si estendono nel sistema nervoso periferico e terminano in rami per formare campi recettivi.

## Sviluppo embriologico
I nocicettori si sviluppano dalle cellule staminali della cresta neurale. La cresta neurale è responsabile di gran parte dello sviluppo precoce nei vertebrati. È specificamente responsabile dello sviluppo del sistema nervoso periferico (PNS). Le cellule staminali della cresta neurale si separano dal tubo neurale mentre si chiude e i nocicettori crescono dalla parte dorsale di questo tessuto della cresta neurale. Si formano tardi durante la neurogenesi. Le cellule che formano in precedenza da questa regione possono diventare recettori sensibili al dolore, propriocettori o meccanorecettori a bassa soglia. Tutti i neuroni derivati dalla cresta neurale, compresi i nocicettori embrionali, esprimono il TrkA, che è un recettore del fattore di crescita nervosa (NGF). Tuttavia, i fattori di trascrizione che determinano il tipo di nocicettore rimangono poco chiari.
Dopo la neurogenesi sensoriale, si verifica la differenziazione e si formano due tipi di nocicettori. Sono classificati come nocicettori peptidergici o non peptidergici, ognuno dei quali esprime un repertorio distinto di canali ionici e recettori. Le loro specializzazioni consentono ai recettori di innervare diversi target centrali e periferici. Questa differenziazione si verifica nel periodo perinatale e postnatale. I nocicettori non peptidici spengono il TrkA e iniziano a esprimere Ret, che è un componente di segnalazione transmembrana che consente l'espressione del fattore di crescita derivato dalle cellule gliali (GDNF). Questa transizione è assistita da Runx1 che è vitale nello sviluppo di nocicettori non peptidici Al contrario, i nocicettori peptidici continuano a usare TrkA ed esprimono un tipo di fattore di crescita completamente diverso. Attualmente ci sono molte ricerche sulle differenze tra nocicettori.

## Tipologia e funzione
Il terminale periferico del nocicettore maturo è dove gli stimoli nocivi vengono rilevati e trasdotti in energia elettrica. Quando l'energia elettrica raggiunge un valore di soglia, viene indotto un potenziale d'azione e guidato verso il sistema nervoso centrale (SNC). Questo porta al treno di eventi che consente la consapevolezza del dolore. La specificità sensoriale dei nocicettori è stabilita dall'alta soglia solo per particolari caratteristiche degli stimoli. Solo quando la soglia alta è stata raggiunta da ambienti chimici, termici o meccanici vengono attivati i nocicettori. La maggior parte dei nocicettori sono classificati in base a quale delle modalità ambientali rispondono. Alcuni nocicettori rispondono a più di una di queste modalità e sono di conseguenza designati polimodali. Altri nocicettori non rispondono a nessuna di queste modalità (sebbene possano rispondere alla stimolazione in condizioni di infiammazione) e sono indicati come dormienti o in silenzio.
I nocicettori hanno due diversi tipi di assoni. I primi sono gli assoni in fibra Aδ. Sono fibre mielinizzate che possono consentire a un potenziale d'azione di viaggiare a una velocità di circa 20 metri / secondo verso il sistema nervoso centrale. L'altro tipo sono gli assoni in fibra C che conducono più lentamente. Questi conducono solo a velocità di circa 2 metri / secondo. Ciò è dovuto all' assenza di mielinizzazione dell'assone. Di conseguenza, il dolore si presenta in due fasi. La prima fase è mediata dalle fibre Aδ a conduzione rapida e la seconda parte da fibre C (polimodali). Il dolore associato alle fibre Aδ può essere associato a un dolore iniziale estremamente acuto. La seconda fase è una sensazione di dolore più prolungata e leggermente meno intensa a causa del danno acuto. Se c'è un input massiccio o prolungato in una fibra C, c'è un progressivo accumulo nel corno dorsale del midollo spinale; questo fenomeno è simile al tetano nei muscoli ma viene chiamato wind-up. In caso di wind-up esiste una probabilità di una maggiore sensibilità al dolore.

### Nocicettore termico
I nocicettori termici sono attivati da calore o freddo nocivi a varie temperature. Esistono trasduttori nocicettori specifici che sono responsabili di come e se la desinenza nervosa specifica risponde allo stimolo termico. Il primo ad essere scoperto è stato TRPV1, e ha una soglia che coincide con la temperatura del dolore termico di 42 °C. Altra temperatura nell'intervallo caldo-caldo è mediata da più di un canale TRP. Ognuno di questi canali esprime un particolare dominio C-terminale che corrisponde alla sensibilità caldo-caldo. Le interazioni tra tutti questi canali e il modo in cui si determina che il livello di temperatura è superiore alla soglia del dolore non sono noti in questo momento. Gli stimoli freddi vengono rilevati dai canali TRPM8. Il suo dominio C-terminale differisce dai TRP sensibili al calore. Sebbene questo canale corrisponda a stimoli freddi, non è ancora noto se contribuisca anche al rilevamento di freddo intenso. Una scoperta interessante legata agli stimoli del freddo è che la sensibilità tattile e la funzione motoria si deteriorano mentre persiste la percezione del dolore.

### Nocicettori meccanici
I nocicettori meccanici rispondono alla sovrapressione o alla deformazione meccanica. Rispondono anche alle incisioni che rompono la superficie della pelle. La reazione allo stimolo viene elaborata come dolore dalla corteccia, proprio come le risposte chimiche e termiche. Questi nocicettori meccanici hanno spesso caratteristiche polimodali. Quindi è possibile che alcuni dei trasduttori per stimoli termici siano gli stessi per stimoli meccanici. Lo stesso vale per gli stimoli chimici, poiché TRPA1 sembra rilevare cambiamenti meccanici e chimici.

### Nocicettori chimici
I nocicettori chimici hanno canali TRP che rispondono a un'ampia varietà di spezie. Quello che vede la maggior risposta ed è ampiamente testato è la capsaicina. Altri stimolanti chimici sono irritanti ambientali come l'acroleina, un'arma chimica della prima guerra mondiale e un componente del fumo di sigaretta. Oltre a questi stimolanti esterni, i nocicettori chimici hanno la capacità di rilevare i ligandi endogeni e alcune ammine di acidi grassi che derivano da cambiamenti nei tessuti interni. Come nei nocicettori termici, TRPV1 può rilevare sostanze chimiche come la capsaicina e le tossine del ragno.

### Nocicettori dormienti
Sebbene ogni nocicettore possa avere una varietà di possibili livelli di soglia, alcuni non rispondono affatto a stimoli chimici, termici o meccanici a meno che non si sia effettivamente verificato un infortunio. Questi sono generalmente indicati come nocicettori silenziosi o addormentati poiché la loro risposta arriva solo all'inizio dell'infiammazione del tessuto circostante.

### Nocicettori polimodali
I nocicettori polimodali rappresentano una particolare classe di nocicettore in grado di essere attivata da stimoli di varia natura. Molti neuroni svolgono una sola funzione; pertanto, i neuroni che svolgono queste funzioni in combinazione ricevono la classificazione "polimodale".